# Cofradía de la Veracruz de Alfaro
La Hermandad de la Veracruz es la más antigua de las cofradías existentes en la Semana Santa de Alfaro, ya que se fundó alrededor del año 1650 en el convento de San Francisco de Asís de Alfaro, aunque actualmente su sede se encuentra en la Iglesia de San Miguel y Santa María del Burgo.  Esta cofradía no incluye disciplinas de sangre como se venían haciendo en las cofradías fundadas durante el siglo XV y XVI.
El 9 de marzo celebran la festividad de la Veracruz con misa a las 20 horas, tras la que saldrá en procesión con su banda de tambores y el Santo Cristo crucificado. 

## Pasos
La cofradía de la Veracruz procesiona los siguientes pasos:
- Paso de la Borriquilla: procesiona el Domingo de Ramos.
- La Última Cena
- Jesús en el huerto de los Olivos
- Las negaciones de Pedro
- Cristo atado a la Columna
- Cristo de la Caña
- Jesús con la cruz a cuestas
- La Dolorosa
- María con Cristo al pie de la cruz: procesiona el Martes Santo.
- El Paso de la muerte